# Lamarck – Caulaincourt
Lamarck - Caulaincourt – stacja linii nr 12 metra  w Paryżu. Stacja znajduje się w 18. dzielnicy Paryża. Została otwarta 31 października 1912.